# Манијаго
Манијаго (итал. Maniago) је насеље у Италији у округу Порденоне, региону Фурланија-Јулијска крајина.
Према процени из 2011. у насељу је живело 10395 становника. Насеље се налази на надморској висини од 285 м.

## Становништво
Према резултатима пописа становништва 2011. у општини је живело 11.818 становника.
| 1936. | 1951. | 1961. | 1971. | 1981.  | 1991.  | 2001.  | 2011.  |
| ----- | ----- | ----- | ----- | ------ | ------ | ------ | ------ |
| 6.141 | 7.762 | 8.262 | 9.087 | 10.409 | 10.490 | 11.708 | 11.818 |